# No us l'endureu pas
No us l'endureu pas (títol original en anglès You Can't Take It With You) és una pel·lícula estatunidenca dirigida per Frank Capra i estrenada l'any 1938. És guió adaptat de l'obra del mateix nom de George S. Kaufman i Moss Hart, que guanyà el Premi Pulitzer. Ha estat doblada al català.

## Argument
Alice Sycamore és una taquígrafa membre d'una família excèntrica que s'enamora del seu cap, Tony Kirby membre d'una família rica I refinada. Quan Tony li proposa matrimoni malgrat l'oposició familiar, a ella li preocupa que la diferència de classe sigui un impediment. Tot es complica quan el sopar de compromís, on els Kirby nno deixen d'humiliar l'Alice, és interromput per la policia, que deté a tots els convidars, acusats d'anarquistes.

## Repartiment
- Jean Arthur: Alice Sycamore
- Lionel Barrymore: Avi Martin Vanderhof
- James Stewart: Tony Kirby
- Edward Arnold: Anthony P. Kirby
- Mischa Auer: Boris Kolenkhov
- Ann Miller: Essie Carmichael
- Spring Byington: Penny Sycamore
- Samuel S. Hinds: Paul Sycamore
- Donald Meek: Poppins
- H. B. Warner: Ramsey
- Halliwell Hobbes: DePinna
- Dub Taylor: Ed Carmichael
- Mary Forbes: Mrs. Anthony P. Kirby
- Lillian Yarbo: Rheba
- Eddie Anderson: Donald
- Charles Lane: Wilbur G. Henderson, IRS agent

## Producció

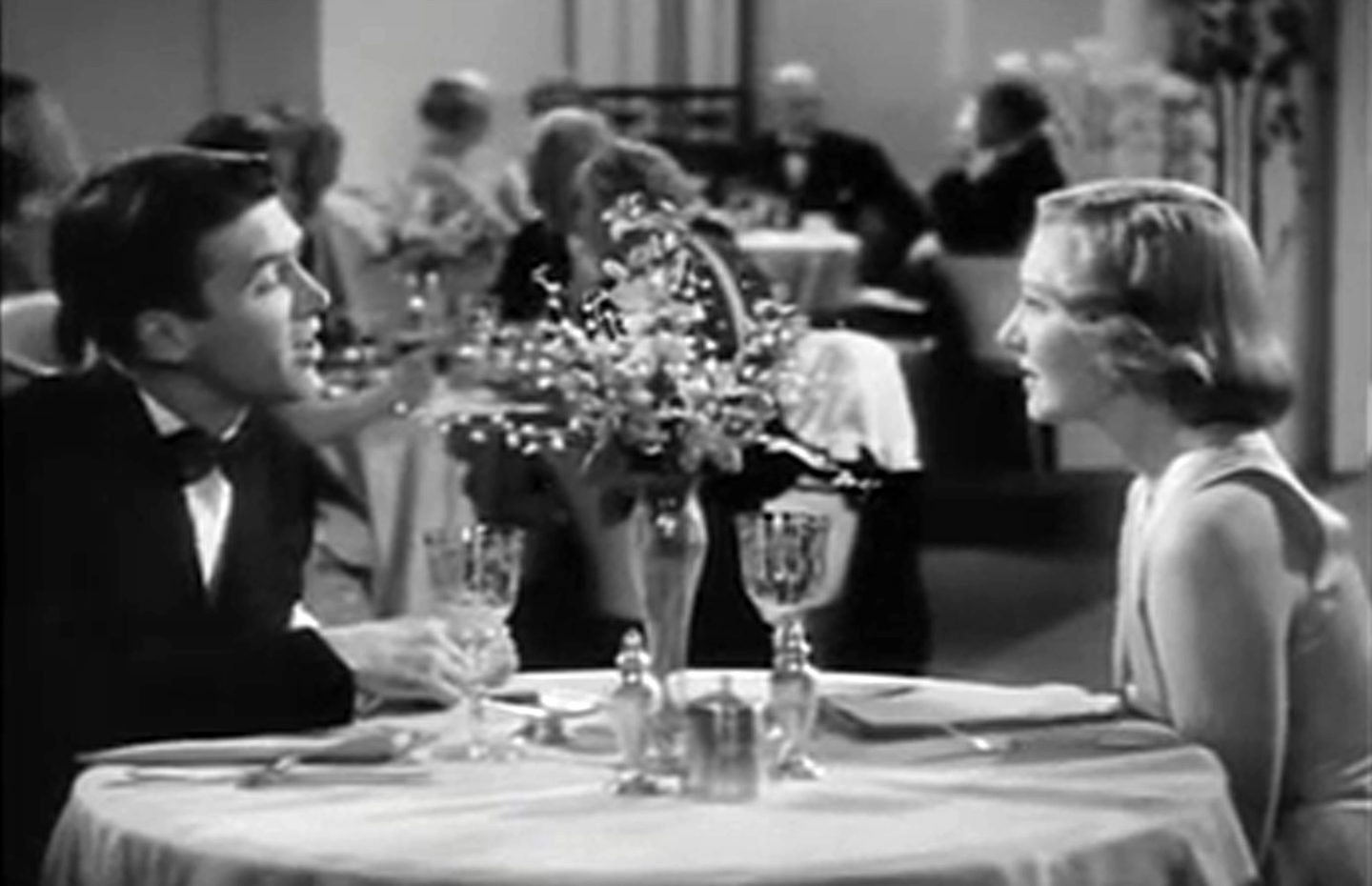
James Stewart i Jean Arthur

El novembre de 1937, Harry Cohn de Columbia Pictures (co-fundador, president, i director de producció) va comprar els drets de l'obra original per 200.000 dòlars (3.589.000 dòlars el 2019), per poder-ne fer una pel·lícula.
Després de veure a l'actor James Stewart en la pel·lícula de la MGM Navy Blue and Gold, en la que fa "un paper sensible i punyent", Frank Capra va escollir Stewart per al paper de personatge masculí principal, Tony Kirby, ja que encaixava amb el concepte d'una Amèrica idealitzada.